# Frederick Treves (acteur)
Pour les articles homonymes, voir Frederick Treves.
Frederick William Treves, né le 29 mars 1925 à Margate (Kent) et mort le 30 janvier 2012 à Mitcham, est un acteur de genre anglais au répertoire étendu, spécialisé dans les rôles d'oncles débonnaires, de militaires ou de personnages de la noblesse.

## Biographie
Durant la seconde Guerre mondiale, il sert dans la marine marchande britannique. Lors de son premier voyage, son navire, le cargo Waimarama fait partie du convoi de l'opération Pedestal en route pour Malte. Il est coulé le 13 août 1942 et Treves parvient à sauver quelques-uns de ses compagnons de bord, dont le seul officier survivant du naufrage, l'opérateur radio de troisième classe John Jackson. Treves est alors âgé de 17 ans et reçoit la British Empire Medal (BEM) et la Lloyd's War Medal en récompense de ses actes de bravoure. Après la guerre il poursuit sa formation d'acteur à la Royal Academy of Dramatic Art.
F. Treves est le petit neveu de  Sir Frederick Treves, premier baronnet (1853-1923), un chirurgien resté célèbre pour  avoir découvert Joseph Merrick, l'homme-éléphant. Dans le film de David Lynch Elephant Man (1980), le chirurgien est joué par  Anthony Hopkins tandis que Treves joue le rôle d'Alderman.

## Filmographie
- 1960 : Les Loustics à l'hosto (Carry On Constable) de Gerald Thomas
- 1980 : Doctor Who (série TV) : épisode « Meglos » : Lieutenant Brotadac
- 1980 : Elephant Man de David Lynch : Alderman
- 1991 : Hercule Poirot (série TV, saison 3, épisode 8 : Christmas Pudding) : Colonel Lacey
- 1991 : Double vue (Afraid of the Dark) de Mark Peploe